# روبرت أندرسون (لاعب كريكت)
روبرت أندرسون (بالإنجليزية: Robert Anderson)‏ (8 أغسطس 1811 - 24 يوليو 1891) هو لاعب كريكت بريطاني (وحمل سابقاً جنسية المملكة المتحدة لبريطانيا العظمى وأيرلندا).

## وصلات خارجية
- روبرت أندرسون على موقع إي آس بي آن كريك إنفو (الإنجليزية)